# Nel regno di Napoli
Nel regno di Napoli (Neapolitanische Geschwister) è un film del 1978 diretto da Werner Schroeter.
Fu presentato nella Quinzaine des Réalisateurs al 31º Festival di Cannes.

## Trama
Nella Napoli che per prima è riuscita a liberarsi dal Fascismo, esiste un miserabile quartiere, vicino al porto. Le vicende della famiglia Cavioli e della Pagano sono, tra il 1942 e il 1972, uno specchio dei drammi di tutta quella sofferente umanità. Maria Pagano, moglie di un uomo disoccupato e inetto, dà la vita a Vittoria e Massimo; e morirà alle soglie di un boom che per Napoli suonerà ironia. D'altra parte, Vittoria, entrata in una ditta, rischierà di essere venduta come "prostituta" e lascerà l'impiego. Raggiunto faticosamente il diploma di hostess, dovrà pensare al padre e al fratello. Questi, Massimo, si lascerà attrarre dalle demagogiche parole di Alessandro Simonetti, un esule spagnolo, e seguirà il Partito Comunista dal quale riceverà inizialmente l'incarico di fare le pulizie nella sede e, in seguito, soltanto parole e parole. Valeria Cavioli, prostituta ai militari USA durante l'occupazione per un sacchetto di farina, sposerà il Simonetti e genererà la povera Rosa, che morirà nel 1964 per mancanza di cure adeguate. Valeria, impazzita dal dolore, sparerà al marito Alessandro mentre tiene un comizio. 